# Municipio de Shell Creek
El municipio de Shell Creek (en inglés: Shell Creek Township) es un municipio ubicado en el condado de Platte en el estado estadounidense de Nebraska. En el año 2010 tenía una población de 867 habitantes y una densidad poblacional de 9,25 personas por km².

## Geografía
El municipio de Shell Creek se encuentra ubicado en las coordenadas 41°31′42″N 97°26′9″O / 41.52833, -97.43583. Según la Oficina del Censo de los Estados Unidos, el municipio tiene una superficie total de 93.73 km², de la cual 92,45 km² corresponden a tierra firme y (1,36 %) 1,28 km² es agua.

## Demografía
Según el censo de 2010, había 867 personas residiendo en el municipio de Shell Creek. La densidad de población era de 9,25 hab./km². De los 867 habitantes, el municipio de Shell Creek estaba compuesto por el 95,73 % blancos, el 0,58 % eran afroamericanos, el 0,23 % eran amerindios, el 0,46 % eran asiáticos, el 2,42 % eran de otras razas y el 0,58 % eran de una mezcla de razas. Del total de la población el 3,11 % eran hispanos o latinos de cualquier raza.